# Wladimir Sergejewitsch Iwaschow

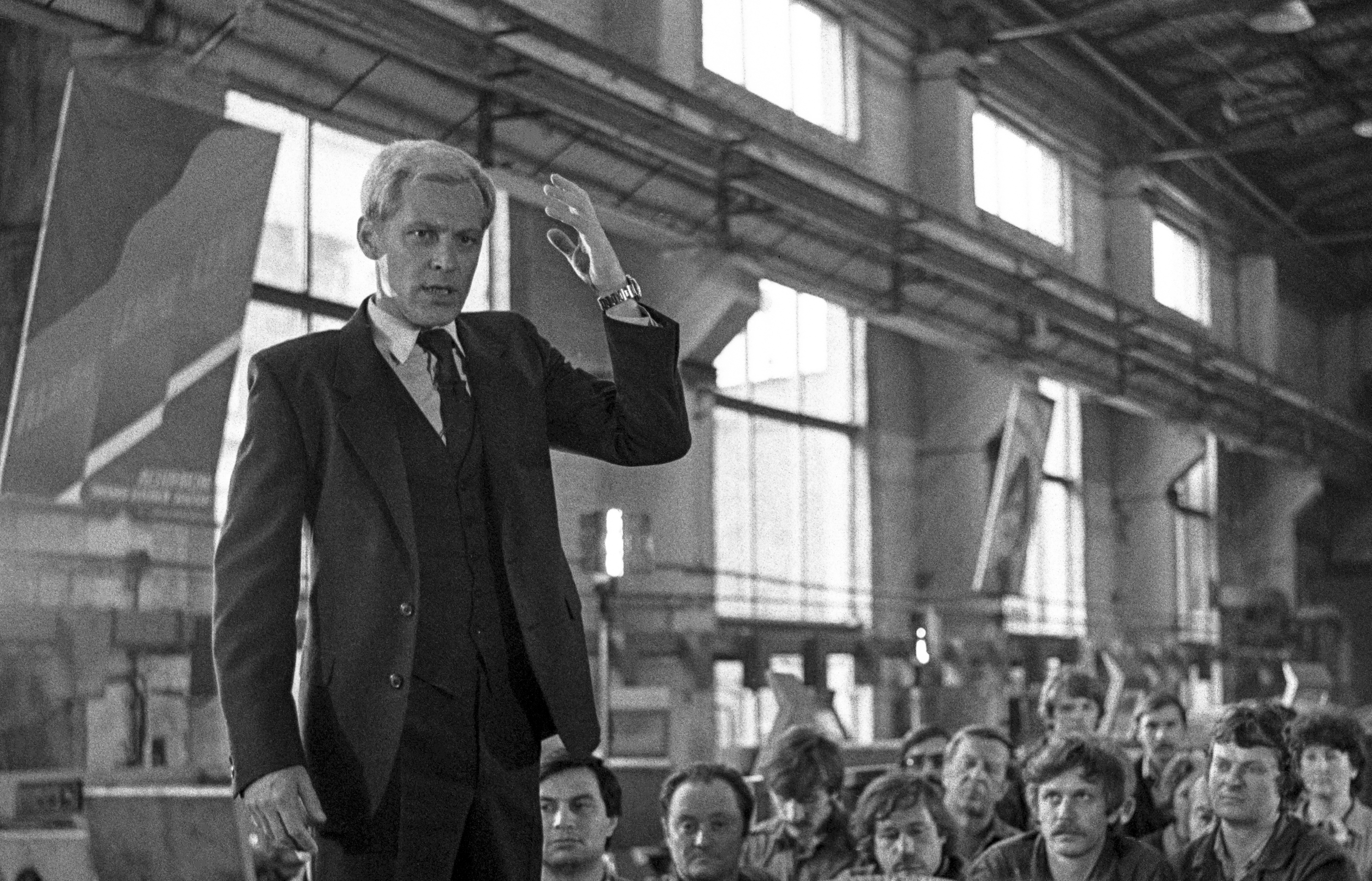
1987

Wladimir Sergejewitsch Iwaschow (russisch Владимир Сергеевич Ивашов; * 28. August 1939 in Moskau; † 23. März 1995 ebenda) war ein sowjetisch-russischer Schauspieler und Volkskünstler der RSFSR.

## Leben
Von 1956 bis 1963 studierte er am Gerassimow-Institut für Kinematographie, einer staatlichen Filmhochschule in Moskau. Noch während des Studiums bekam er die Hauptrolle in Grigori Tschuchrais Film Die Ballade vom Soldaten. 1962 wurde Iwaschow bei den British Academy Film Awards als Bester ausländischer Darsteller für seine Rolle als Aljoscha Skworzow in diesem Film nominiert. In der Sowjetunion wurde er mit diesem Film gleich zu Beginn seiner Karriere berühmt. Im Staatstheater in Moskau war Iwaschow 30 Jahre lang tätig, spielte aber nur wenige Hauptrollen.
Iwaschow starb 1995 an einem Magengeschwür und wurde auf dem Wagankowoer Friedhof beigesetzt. Der Asteroid (12978) Ivashov wurde nach ihm benannt.

## Privates
Er war mit der russischen Schauspielerin Swetlana Swetlitschnaja (* 1940) verheiratet. Das Ehepaar hatte zwei Kinder.

## Filmografie (Auswahl)
- 1959: Die Ballade vom Soldaten (Баллада о солдате)
- 1962: Sieben Kindermädchen (Семь нянек)
- 1964: Die Eishockeyspieler (Хоккеисты)
- 1966: Ein Held unserer Zeit (Герой нашего времени)
- 1967: Der eiserne Strom (Железный поток)
- 1968: Die neuen Abenteuer der geheimnisvollen Rächer (Новые приключения неуловимых)
- 1971: Die Krone des Russischen Reiches oder wieder die Unfassbaren (Корона Российской империи, или Снова неуловимые)
- 1972: Im Morgengrauen ist es noch still (А зори здесь тихие)
- 1975: Brillanten für die Diktatur des Proletariats (Бриллианты для диктатуры пролетариата)
- 1978: Vater Sergej (Отец Сергий)
- 1979: Testflug zum Saturn (Дознание пилота Пиркса)
- 1980: Star Inspector (Звёздный инспектор)
- 1985: Day of Wrath (День гнева)
- 1992: Die Träne des Fürsten der Finsternis (Слеза Князя тьмы)

## Auszeichnungen (Auswahl)
- 1969:  Verdienter Künstler der RSFSR
- 1970:  Jubiläumsmedaille „Zum Gedenken an den 100. Geburtstag von Wladimir Iljitsch Lenin“
- 1980:  Volkskünstler der RSFSR